# マリンピアくろい
マリンピアくろいは、かつて山口県豊浦郡豊浦町（現・下関市）涌田にあったレジャー施設。

## 概要
1977年に、黒井漁業協同組合と組合員の共同出資により「株式会社黒井漁協自然海浜センター」を設立し、これを運営母体に、海浜に面したホテル、スポーツ施設、レストラン、遊園地などを備えたリゾート型総合レジャー施設として開業した。漁協を母体にしたレジャー施設は珍しく、開業にあたり県信漁連は約33億円、黒井漁協は約41億円を融資した。
1980年代には大相撲の地方巡業やジャズ・フェスティバルを開催するなど、夏場を中心に多数の来場者を集めた。1996年2月14日に第45期王将戦七番勝負第4局で羽生善治が史上初めて将棋の七冠を達成したのもマリンピアくろいのホテルでの出来事であった。しかし、開業当時から慢性的な赤字経営だったことに加えて1980年代末を期に入場者数が減少して採算が悪化、1997年頃閉鎖された。羽生の七冠達成の際に使用された将棋盤や駒も、社長室内の戸棚に保管されていたというが、閉鎖時の混乱の中で何者かが持ち去ってしまい紛失した。
2003年、パチンコチェーン大手のダイナムに施設・敷地の大部分が売却され、同社の研修施設『マリンピア豊浦』となり、現在に至っている。敷地内には羽生の七冠を称える記念碑があるほか、対局が行われた部屋も「王将の間」として残されている。一方で海沿いの釣り堀及びレストランはダイナムには売却されず残り、2023年現在も営業を継続している。
なおダイナムでは2015年にリゾート事業参入の意向を示し、本施設をリゾート施設として再オープンさせる方針を明らかにし、2016年9月にはその準備会社として「下関リゾート開発」をマリンピア豊浦内に設立したが、2020年8月に同社を清算している。